# Hearts of Iron II
Hearts of Iron II (tạm dịch: Trái tim sắt đá 2) là phần thứ hai của loạt trò chơi máy tính thuộc thể loại wargame đại chiến lược thời gian thực Hearts of Iron lấy bối cảnh Thế chến II trong khoảng thời gian 1936-1947 (với bản mở rộng thì đến tận năm 1964) do hãng Paradox Interactive đồng phát triển và phát hành vào ngày 4 tháng 1 năm 2005.
Phần tiếp theo là Hearts of Iron III được phát hành vào ngày 7 tháng 8 năm 2009. Ngoài ra, Hearts of Iron II còn có các bản mod hoàn chỉnh dựa trên engine của nó như Arsenal of Democracy phát hành vào ngày 23 tháng 2 năm 2010 Bản mở rộng Iron Cross phát hành vào ngày 7 tháng 10 năm 2010 và bản game độc lập Darkest Hour được phát hành vào ngày 5 tháng 4 năm 2011.

## Cách chơi

### Tổng quan
Những năm từ 1936 đến 1948 là khoảng thời gian đen tối nhất trong lịch sử nhân loại, với những mâu thuẫn âm ỉ giữa các quốc gia, và lên đến đỉnh cao trong cuộc đại chiến thế giới lần 2 kéo dài từ năm 1939 đến 1945. Hearts of Iron II sẽ đưa người chơi vào trong vòng xoáy chiến tranh này, trong vai trò là người lãnh đạo một quốc gia để đè bẹp mọi đối thủ và tiến đến đỉnh cao quyền lực. Trong loạt game Hearts of Iron, người chơi sẽ điều khiển một quốc gia trong Thế chiến II để chống lại kẻ thù, thống trị thế giới hoặc đem lại hòa bình cho thế giới. Người chơi sẽ được lựa chọn hàng trăm quốc gia lớn nhỏ vào thời kì WW2, bao gồm các nước Đồng minh như Anh, Pháp, Mỹ, Liên Xô hay các nước Phát xít Đức, Ý, Nhật hay thậm chí các nước nhỏ như Liberia, Costa Rica, Cuba... để điều khiển và tham gia chiến tranh thế giới thứ 2. Người chơi sẽ được quản lý gần như mọi mặt của quốc gia đó trong chiến tranh như sản xuất, điều khiển quân đội, tàu chiến, máy bay, quản lý kinh tế, đối ngoại, thương mại, tình báo, chính trị, nghiên cứu khoa học. Ngoài ra người chơi còn được tham gia vào quyết định những sự kiện lịch sử trong thế chiến hoặc là làm thay đổi vận mệnh của thế giới hoặc là chỉ chơi để khám phá một cái nhìn khác về chiến tranh từ góc nhìn của người lãnh đạo một quốc gia.

### Quốc gia
Trong game có sự góp mặt của rất nhiều các quốc gia trên thế giới, từ các cường quốc như Liên Xô, Mỹ, Anh, Đức,… đến những nước nhỏ hơn như Ba Lan hay thậm chí là quốc đảo Costa Rica, và người chơi được phép chọn tùy thích. Mỗi quốc gia có thế mạnh riêng, từ đó ảnh hưởng đến cả quá trình chơi. Tuy nhiên, đây không phải là một game dành cho tất cả các fan của thể loại chiến thuật - dàn trận, bởi cách chơi khác biệt so với những dòng game chiến lược khác như Command & Conquer hay Company of Heroes. Mọi hoạt động của game sẽ diễn ra mà không hề có hình ảnh của những quân đoàn đông đảo, những hiệu ứng cháy nổ hoành tráng. Tất cả những cuộc chiến đều diễn ra trên một bản đồ thế giới, gồm khoảng 2000 vùng đất khác nhau.

### Quản lý
Lối chơi chơi của Hearts of Iron II mang lại cho người chơi cảm giác của một nhà lãnh đạo trên bàn cờ thế giới. Những nhà lãnh đạo của mỗi quốc gia sẽ có những chỉ số khác nhau, mang lại các lợi thế riêng biệt cho đoàn quân mà họ chỉ huy. Những con số và các quân cờ sẽ đại diện cho các đoàn quân và những trận đánh. Mỗi đoàn quân sẽ thuộc về một sở chỉ huy, và nếu người chơi không đủ khả năng để điều khiển vi mô (micro) cho tất cả, hãy giao bớt một phần việc cho các sở chỉ huy này. Các mệnh lệnh khá đơn giản, như bảo vệ, tấn công... và máy sẽ điều khiển các đội quân dưới quyền thực hiện chúng khá hiệu quả. Người chơi cần ra mệnh lệnh và phân phối quân đội một cách hợp lý, bởi trò chơi tập trung vào tính thực tế của các trận chiến, nên một đoàn quân đông đảo hơn chưa hẳn đã là kẻ chiến thắng. Tính thực của game đã được nâng cao rất nhiều với bản đầu, thậm chí trò chơi còn mang vào chức năng "chính phủ lưu vong", cho phép người chơi điều hành đất nước từ bên ngoài lãnh thổ.

### Quân sự
Quân đội của người chơi trong game được chia làm ba loại là lục, hải, không quân. Đơn vị lục quân nhỏ nhất là sư đoàn, dưới là lữ đoàn gồm các binh chủng công binh, pháo binh, thiết giáp được gộp vào đó. Hải quân bao gồm các đơn vị như chiến hạm chủ lực duy nhất hoặc các loại tàu nhỏ như khu trục hạm, tuần dương hạm. Đối với không quân thì đơn vị được tính là phi đội bao gồm các loại máy bay như chiến đấu cơ, oanh tạc cơ, vận tải cơ. Sư đoàn lục quân bao gồm bộ binh, kỵ binh và xe tăng. Lữ đoàn lục quân bao gồm pháo chống tăng, pháo phòng không và quân cảnh. Ngoài ra người chơi còn có thể nâng sư đoàn lên thành quân đoàn và tập đoàn quân.
Trên bản đồ, người chơi có thể điều khiển sư đoàn hoặc nhóm sư đoàn. Trận chiến bắt đầu khi quân đội bắt đầu di chuyển vào lãnh thổ đối phương được phòng thủ. Các đơn vị xâm lược không được tiến vào tấn công bên trong lãnh thổ đối phương. Người chơi có thể chiếm đóng ngay lập tức một tỉnh khi tiêu diệt hoàn toàn quân đội đối phương thông qua đòn tấn công chớp nhoáng với đội quân đông đảo hơn hẳn đối phương. Tuy nhiên nếu đơn vị quân di chuyển liên tục sẽ rơi vào nguy cơ mất tổ chức và thiếu tiếp tế, hỗ trợ, về lâu dài có khả năng gây suy sụp tinh thần quân đội và binh lính đào ngũ hàng loạt khiến cho việc tiến công bị hoãn lại vô thời hạn. Người chơi còn có thể tăng cường thành phố và cơ sở hạ tầng để cải thiện hiệu suất chiến đấu. Các công trình bao gồm radar và AA cố định. Khá nhiều công sự có thể tái xây dựng như tuyến phòng thủ Maginot dọc theo biên giới Pháp-Đức.
Những đơn vị không quân bao gồm máy bay ném bom, máy bay chiến đấu và máy bay vận tải. Những sư đoàn này còn tùy thuộc vào chủng loại, được phép tham gia vào các nhiệm vụ chiến thuật hay chiến lược. Các đơn vị hải quân bao gồm tàu vận tải, tàu sân bay, tàu chiến, tàu tuần dương, tàu khu trục và tàu ngầm. Mỗi đơn vị có một sức mạnh, tốc độ và phạm vi tham gia khác. Phạm vi mô phỏng hải chiến giữa các hạm đội, chỉ cho phép một đơn vị duy nhất trong tầm bắn. Điều này làm cho chiến thuật trong hải chiến thêm phần phức tạp.
Các binh chủng trong game có rất nhiều nâng cấp khác nhau, như tầm bắn, tốc độ bắn, các loại vũ khí mới... nhưng tất cả các nâng cấp này đều bám sát theo lịch sử: các đoàn quân sẽ không thể được trang bị khẩu AK47 nổi tiếng trước khi nó ra đời. Đối thủ cũng sẽ không ngừng nâng cấp, nên đây thực sự là một cuộc chạy đua vũ trang mà kẻ đi sau sẽ là kẻ bại trận. Nếu khả năng sản xuất trong nước hạn chế, thì giải pháp đề ra là mua vũ khí từ nước khác.
Mục tiêu của người chơi cũng khá đa dạng, không chỉ là chinh phục toàn bộ thế giới mà còn tùy thuộc vào quốc gia lựa chọn, chẳng hạn Đức quốc xã chỉ cần chiếm lấy Stalingrad, London hoặc cầm cự được đến năm 1948 là giành được chiến thắng trong game. Người chơi có thể thay đổi mục tiêu này ở đầu game. Để đạt được mục tiêu này, đôi khi chỉ sức mạnh quân sự là không đủ. Hệ thống chính trị và ngoại giao của game sẽ giúp người chơi dễ dàng hơn bằng cách liên minh với các quốc gia hoặc các khối quân sự hùng mạnh. Một vài phi vụ do thám đúng lúc của các điệp viên cũng có thể thay đổi cục diện chiến tranh.

### Tài nguyên
Hearts of Iron II có tổng cộng chín loại tài nguyên, trong đó có sáu loại tài nguyên thông thường gồm năng lượng, quân nhu, dầu, tiền và ba loại đặc biệt là nguồn nhân lực, năng lực công nghiệp và năng lực vận tải. Tuy là một phần không thể thiếu để phát triển đất nước nhưng khó có thể cung cấp đầy đủ mọi nhu cầu của quốc gia. Cùng một lúc không thể nào đáp ứng đầy đủ nhu cầu của người dân và quân đội. Do đó người chơi cần phân phối tài nguyên hợp lý để việc phát triển công nghiệp cân bằng bên cạnh việc cắt bỏ những ngành nghề không thật sự cần thiết. 
- Năng lượng, nguyên liệu quý hiếm (ví dụ như cao su), và kim loại được các tỉnh sản xuất riêng lẻ và gộp lại với nhau để cung cấp năng lượng cho ngành công nghiệp của quốc gia.
- Quân nhu dùng để tiếp tế cho lực lượng vũ trang của người chơi
- Dầu được dùng để cung cấp cho các đơn vị thiết giáp hoặc cơ giới, không quân và hải quân (cùng một số bộ binh với các đơn vị trực thuộc).
- Tiền được tăng lên thông qua việc sản xuất hàng tiêu dùng. Số tiền thu được cũng khác nhau dựa trên loại hình chính phủ và chính sách thiết lập. Tiền rất cần thiết để thực hiện các hành động ngoại giao, cũng như chi trả cho các nhóm nghiên cứu.
- Nhân lực cần để tuyển dụng và củng cố tất cả các lực lượng vũ trang của người chơi. Một đơn vị nhân lực nói chung đại diện cho 1000 người, chẳng hạn như sư đoàn bộ binh thông thường là 10.000 quân cần phải có 10 nhân lực.
- Năng lực công nghiệp (IC) dựa trên số lượng nhà máy trong một quốc gia đóng góp. Tổng số nhà máy được gọi là cơ sở IC. Một số yếu tố, chẳng hạn như khó khăn, bổ nhiệm bộ trưởng, công nghệ và nguồn tài nguyên sẵn có thể thay đổi con số này, sản xuất IC trên thực tế. Cứ mỗi IC thực cần phải có hai điểm năng lượng, một điểm kim loại và nửa điểm nguyên liệu quý hiếm để thực hiện chức năng.
- Năng lực vận tải (TC) là một số trừu tượng đại diện cho các xe tải, xe lửa và xà lan sông được sử dụng để cung cấp lực lượng vũ trang nhiên liệu và đồ tiếp tế cho lực lượng vũ trang của người chơi. TC là một chức năng trực tiếp từ điểm IC của người chơi; một TC bằng 150% IC. Khi TC được sử dụng vượt quá số tiền phải chi trả thì chuyển động, tiếp tế, quân tiếp viện sẽ bị trì hoãn.

Sáu loại tài nguyên thông thường có thể giao dịch được với các nước khác, tuy chúng rất dễ bị quân đối phương đánh phá nếu các tuyến đường đến các nước khác bị chiếm đóng. Người chơi còn có thể thực hiện giao thương với bất kỳ nước nào khác, ngay cả những nước có quan hệ ngoại giao xấu dù các quốc gia đồng minh sẵn sàng chấp nhận đề nghị thương mại thuận lợi hơn. Riêng ba loại tài nguyên còn lại không được phép giao dịch là nhân lực, IC và TC.

### Công nghệ
Việc nghiên cứu khoa học kỹ thuật là yếu tố rất quan trọng vì nó sẽ giúp giúp quốc gia phát triển mạnh trong tương lai và quân đội được tăng cường thực lực lên rất nhiều. Mỗi công nghệ đều có thời điểm xuất hiện nên người chơi không thể tạo ra vũ khí dựa theo công nghệ đó trước khi công nghệ đó được phát minh. Có nhiều cấp độ nâng cấp công nghệ và người chơi phải phát triển chúng một cách tuần tự. Việc nghiên cứu là một quá trình lâu dài, không thể đốt cháy giai đoạn. Để tiết kiệm tài nguyên, thời gian và công sức, người chơi nên tập trung vào những ngành chính tác động đến sức mạnh của quốc gia. Và khi đã phát minh ra một công nghệ mới, cần áp dụng ngay vào thực tế nếu không muốn công nghệ đó trở nên lạc hậu và mất đi. Game có khá nhiều lĩnh vực mà người chơi phải để mắt đến, nhưng nếu bị quá tải hay muốn tập trung vào một lĩnh vực nào đó người chơi có thể giao cho máy tự động lo liệu.

## Kịch bản
Trong game, người chơi giả định kiểm soát trực tiếp một quốc gia vào lúc bắt đầu của một kịch bản cho tới năm 1948. Các kịch bản sau đây gồm:
- The Road to War, bắt đầu vào ngày đầu năm mới, 1936.
- The Gathering Storm, bắt đầu vào tháng 9 năm 1938, trước khi ký kết Hiệp định Munich; Được thêm vào trong bản vá lỗi v1.2.
- Blitzkrieg, bắt đầu bằng việc tuyên chiến với Ba Lan của Hitler (Cuộc xâm lược Ba Lan) vào ngày 1 tháng 9 năm 1939.
- Awakening the Giant, bắt đầu từ ngày 22 tháng 6 năm 1941, khởi đầu của Chiến dịch Barbarossa.
- Götterdämmerung, bắt đầu vào ngày 20 tháng 6 năm 1944, hai tuần sau khi quân Đồng minh phương Tây đổ bộ lên Normandy.

Được thêm vào trong Iron Cross:
- Năm 1933, bắt đầu từ ngày 30 tháng 1 năm 1933, khi Hitler chiếm lấy quyền lực.
- Năm 1934, bắt đầu vào ngày 1 tháng 10 năm 1934, vào lúc bắt đầu của cuộc cách mạng Tháng Mười.[8]

Những chiến dịch chơi được gồm: 
- Fall Gelb, Đức xâm lược Pháp vào năm 1940.
- Chiến dịch Barbarossa, Đức xâm lược Liên Xô vào mùa xuân năm 1941
- Cuộc tấn công Ardennes, trọng tâm xoay quanh trận Bulge, trên biên giới Pháp-Bỉ-Đức vào mùa đông năm 1944, cũng chơi được trong bản demo của game.
- Cuộc chinh phục phương Nam, xoay quanh cuộc tấn công ly tâm của Đế quốc Nhật Bản vào khu vực tài nguyên phía Nam, sau các cuộc tấn công vào Trân Châu Cảng.
- Chiến dịch Watchtower, trận Guadalcanal tại quần đảo Solomon.
- Fall Weiss, Đức xâm lược Ba Lan.
- Fall Grün, kế hoạch tấn công Tiệp Khắc của Đức.
- Chiến tranh Platinean, một kịch bản tưởng tượng, nơi Đức ủng hộ Argentina và Mỹ hậu thuẫn Brazil đụng độ trong một cuộc xung đột liên quan đến hầu hết khu vực Nam Mỹ.
- Chiến tranh mùa Đông, chiến tranh Liên Xô-Phần Lan 1939-1940.
- Cáo Sa Mạc, chiến dịch châu Phi lên đến đỉnh điểm trong trận El Alamein.
- Chiến dịch Husky, cuộc đổ bộ của Đồng minh ở đảo Sicilia và Chiến dịch nước Ý tiếp theo
- Chiến dịch Overlord, cuộc đổ bộ của Đồng minh ở châu Âu.
- Chiến dịch Downfall, quân Đồng Minh lên kế hoạch xâm lược lên đảo chính của Nhật Bản.
- Nội chiến Tây Ban Nha, cuộc xung đột giữa những người cộng hòa và dân tộc chủ nghĩa Tây Ban Nha 1936-1939
- Trận chiến biển Coral, kế hoạch của Nhật Bản nhằm chiếm lấy hải cảng Port Moresby ở New Guinea bằng đường biển và các tàu sân bay chiến đấu sau đây.
- Chiến dịch Braunschweig, Đức tiến quân chống lại Liên Xô vào mùa hè năm 1942, cuối cùng đỉnh điểm là trận Stalingrad; được thêm vào trong bản vá lỗi v1.2.

## Kiểm duyệt
Giống như người tiền nhiệm Hearts of Iron, trò chơi bị cấm ở nước Cộng hòa nhân dân Trung Hoa. Những điểm bất đồng chính ở chỗ là game miêu tả các thế lực quân phiệt Trung Quốc như những thực thể độc lập, trong khi theo chính phủ Cộng hoà Nhân dân Trung Hoa thì họ trên danh nghĩa chỉ là một phần của nước Cộng hòa Trung Hoa do chính phủ Trung Hoa Dân Quốc cầm quyền, mà đại diện trong game là phe "Quốc Dân Đảng". Ngoài ra, lá cờ Tây Tạng được sử dụng trong trò chơi cũng là lý do bị cấm ở Trung Quốc. Paradox đã tuyên bố rằng nó sẽ không làm giảm mức độ chính xác về mặt lịch sử để xoa dịu các nhà kiểm duyệt Trung Quốc.
Cùng với những sai sót về mặt niên đại, nước Đức được đại diện với lá cờ của Đế quốc Đức được người Đức sử dụng cho đến năm 1935 và không phải là lá cờ chữ Vạn như trong bộ board game đầu tiên Axis & Allies. Luật ở Đức cấm sử dụng hình chữ vạn. Ngoài ra, trong phiên bản tiếng Đức của trò chơi, hình ảnh các nhà lãnh đạo Đức Quốc xã hàng đầu, chẳng hạn như Hitler, Göring và Himmler bị gỡ bỏ và tên của họ được thay đổi, mặc dù điều này là không cần thiết theo quy định của luật kiểm duyệt ở Đức và nó không nằm trong trường hợp với các phiên bản không phải tiếng Đức. Người dùng có thể dễ dàng sửa đổi game chẳng hạn như về mặt đồ họa, nhưng Paradox không cho phép thảo luận kiểu sửa đổi đặc biệt này trên bảng tin của họ.

## Mở rộng

### Doomsday
Tháng 11 năm 2005, phiên bản mở rộng độc lập Hearts of Iron II: Doomsday được công bố và phát hành vào ngày 7 tháng 4 năm 2006. Game có tất cả mọi thứ như phiên bản gốc trong khi làm nổi bật và mở rộng giai đoạn sau chiến tranh thế giới thứ II, bao gồm cả giả thuyết một cuộc chiến tranh hạt nhân giữa Liên Xô và Đồng Minh. Các tính năng mới trong bản mở rộng trong số những thứ khác như làm lại kiểu tình báo (cho phép người chơi sử dụng gián điệp, phá hoại và những thứ khác trong mục tình báo truy cập thông qua màn hình chính), cải thiện AI và một trình biên tập kịch bản. 
Doomsday cũng có một vài điểm thay đổi và bổ sung khác như: 
- Bổ sung đồ họa như ảnh động máy bay ném bom
- Bổ sung thêm tàu hộ tống
- Bệnh viện phục hồi các tổn thất nhân lực
- Thêm nút "không nâng cấp" cho các sư đoàn
- Các tùy chọn tự động hoá các thanh trượt sản xuất
- Tàu ngầm có số liệu thống kê riêng biệt dành cho việc đánh phá tàu hộ tống và hải chiến.
- Mở rộng khoảng thời gian - ngày kết thúc trò chơi đã được thay đổi đến năm 1953
- Những công nghệ mới của thời kỳ chiến tranh lạnh
- Một trình biên tập kịch bản bao gồm
- Khả năng trao đổi sư đoàn giữa các quốc gia.
- Khả năng hộ tống đính kèm trong khi tuyển mộ sư đoàn.

### Armageddon
Một bản mở rộng khác được phát hành vào ngày 29 tháng 3 năm 2007 trong một kịch bản lịch sử thay thế được gọi là Hearts of Iron II: Armageddon. Ở bản này tiếp tục cho phép nhiều thời gian hơn và người chơi có khả năng lựa chọn năm 1964 là điểm kết thúc. Nó cho phép thêm các mô-đun cho tàu (chẳng hạn như radar được cải thiện, kiểm soát cháy nổ, chống tàu ngầm hoặc các loại vũ khí chống máy bay) và trình hai kịch bản mới để chơi, cũng như AI một nâng cao.
Armageddon cũng có một số thay đổi và bổ sung khác như:
- Người chơi có thể cho phép hoặc không cho phép các nền dân chủ đưa ra lời tuyên chiến trên màn hình tùy chọn trình đơn chính
- Người chơi có thể lựa chọn thời điểm kết thúc, bắt đầu năm 1947 và kết thúc vào năm 1964.
- Người chơi có thể chọn để có được đầy đủ năng lực công nghiệp của một quốc gia bị sáp nhập hoặc không.
- Người chơi có thể chọn sử dụng đội ngũ công nghệ của một quốc gia bị sáp nhập hay không.
- Có sự tham gia lữ đoàn mới vào hạm đội.
- Người chơi có thể tùy chọn ngoại giao để từ chối các lực lượng viễn chinh từ các đồng minh.

### Iron Cross
Iron Cross là một bản mở rộng của Hearts of Iron 2 Armageddon do hãng Irshappa phát triển và được phát hành dưới dạng tải về kỹ thuật số vào ngày 7 tháng 10 năm 2010. Nó mở rộng số lượng các tỉnh trên bản đồ cũng như rất nhiều bổ sung khác và cũng có thể được cài đặt như một bản mở rộng của Arsenal of Democracy và Darkest Hour.
Các tính năng mới trong Iron Cross gồm:
- Khả năng lựa chọn một trong 200 quốc gia trong giai đoạn 1933-1964, và tương tác với các bộ trưởng và các nhà lãnh đạo thực sự.
- Bản đồ mới với hơn 4.000 tỉnh mới.
- Hơn 6.000 sự kiện mới.
- Cây công nghệ mới gồm khoảng 800 công nghệ, với một hệ thống nghiên cứu thực tế.
- Những đơn vị và lữ đoàn mới, bao gồm các đơn vị đặc biệt, trung đoàn bộ binh, trọng pháo và nhiều hơn nữa
- AI mới cung cấp nhiều lựa chọn hơn và có chiều sâu hơn.
- Kịch bản mới vào năm 1933 và 1934 cũng như kịch bản cũ thích nghi với Iron Cross.
- Tương thích với Hearts of Iron 2 Armageddon, Arsenal of Democracy và Darkest Hour.